# 라이노 (마블 코믹스)
라이노(Rhino, 본명: 알렉세이 미하일로비치 시체비치, Aleksei Mikhailovich Sytsevich)는 마블 코믹스에서 출간한 만화책에 등장하는 슈퍼빌런 공상 캐릭터이다. 공동 작가 스탠 리와 존 로미타가 창작했으며, 1966년 10월 어메이징 스파이더맨 #41에서 처음으로 등장한다.
실버 에이지 시대에 처음으로 나온 후, 라이노는 마블의 작품으로 비디오 게임, 애니메이션 TV 프로그램, 그리고 트레이딩 카드 같은 상품에서도 출연하였다.
라이노의 첫 영화속 데뷔는 2014년에 개봉하는 어메이징 스파이더맨 2을 통해서 출연하며, 폴 지어마티가 연기를 하였다.